# دریاچه ساهون
دریاچه ساهون دریاچه‌ای است در دامنه‌های جنوب غربی قله دماوند، که نزدیک روستای نوا در بخش لاریجان شهرستان آمل قرار گرفته‌است. ارتفاع آن از سطح دریا بیش از ۳۰۰۰ متر است. در گذشته بیش از ۱۰۰۰ هکتار وسعت داشته و تا نیم قرن پیش پر از آب بوده که به مرور زمان بر اثر دخالت‌های انسانی سطح و حجم آب آن کم شده‌است. در حال حاضر به صورت مردابی درآمده که حواشی آن را مرغزارهای بزرگ در برگرفته و به چراگاه ییلاقی احشام، وحوش و پرندگان تبدیل شده‌است. این دریاچه قدیمی و مرداب کنونی، محوطه‌ای مخصوص اتراق و اقامت موقت دارد. مراتع وسیع، چشم‌اندازهای زیبای کوه‌ها و قله دماوند همراه با جریان چشمه‌سارهای کوچک و بزرگ، جاذبه‌های قابل توجهی را پدید آورده‌اند که می‌توانند در فصل تابستان مورد استفاده علاقه‌مندان و گردشگران قرار گیرند.

## موقعیت جغرافیایی
این دریاچه از شمال به کوه خرتاب (خردکوه)، از جنوب به کوه مجیله دوش و در پشت آن دوبرار و روستای ایرا، از غرب به روستاهای نیاک و کنارانجام و کندلو و از شرق به مراتع زیبای آزو (آزاب) و کوه بلند ابرت با قله معروف پاشوره منتهی می‌شود. همچنین از جنوب شرقی بوسیله یک راه مال رو بعد از عبور از اسپه خاک (خاک سفید) و سنگین او (سنگ نو) به روستای لاسم ختم می‌شود.